# PLZ-45
PLZ-45 je kineska samohodna haubica kalibra 155 mm. Razvijena je početkom 1990-ih te je bilo namijenjeno izvoznom tržištu ali je zbog dobrih karakteristika uvedeno i u kinesku vojsku. Prednost ovakvog topničkog vozila je i niska cijena čime je ono dostupno siromašnijim zemljama.
Sustav je dizajnirao Su Zhezi a razvili su ga vojna industrija Norinco, pekinški tehnološki institut te 123., 127. i 674. tvornica. Temeljen je na Norincovoj 155 mm vučnoj haubici Type 89.
Kupola se može okretati na 360° te je u potpunosti oklopljena. Način punjenja cijevi je ručni ali se može koristiti i automatski mod kako bi se povećala brzina paljbe. Ipak, ta brzina nije ni približna onoj koju postižu francuski AMX-30 AuF1 ili britanski Abbot.
Kao glavno naoružanje PLZ-45 koristi 155 mm top (dužina cijevi je 45 kalibra) te strojnicu kalibra 12,7 mm. Top je razvijen na temelju topničke tehnologije koja je nabavljena iz Austrije 1980. Samohodno topništvo može prenijeti 30 topničkih granata te 480 metaka za strojnicu. Vozilo koristi laserski daljinomjer a kao dodatna oprema mogu se montirati osam bacača dimnih kutija odnosno po četiri sa svake strane.

## Korisnici

### Postojeći korisnici
- NR Kina
- Bangladeš
- Kuvajt: nakon uspješnog testiranja, Kuvajt je 1997. nabavio ukupno 74 samohodna topništva.
- Saudijska Arabija: za potrebe saudijske kopnene vojske 2008. je kupljeno 54 topničkih vozila.[1][2] Broj vozila je dovoljan za opremanje dva topnička bataljuna.[2]

### Potencijalni korisnici
- Egipat
- Pakistan
- Peru

## Vanjske poveznice
- PLZ45 155mm Self-Propelled Gun-Howitzer
- PLZ-45 self-propelled artillery